# Desa Bantarkalong (administrativ by i Indonesien, lat -7,03, long 106,72)
Desa Bantarkalong är en administrativ by i Indonesien.   Den ligger i provinsen Jawa Barat, i den västra delen av landet, 90 km söder om huvudstaden Jakarta.